# 天主教福莫薩教區 (阿根廷)
天主教福莫薩教區（拉丁語：Dioecesis Formosae）是阿根廷一個羅馬天主教教區，屬雷西斯滕西亞總教區。
教區成立於1957年2月11日，位於福莫薩省。2006年有教友480,000人（佔轄區總人口84.8%）、廿七個堂區、四十六名司鐸。現任教區主教為若瑟·科內赫羅·加耶戈。